# Vanda Hădărean
Vanda Maria Hădărean (Kolozsvár, 1976. május 3. –) olimpiai ezüst-, valamint világ- és Európa-bajnoki bronzérmes román tornász, torna- és fitneszedző.

## Életpályája
Hatéves korában kezdett tornázni az Kolozsvári Iskolai Sportklubban, ahol Gheorge Iusan volt az edzője. Tizenhárom évesen a juniorválogatott tagjaként Onești-en folytatta felkészülését. 1989-ben Dévára a felnőtt válogatottba kerülve Ioan Pop, Octavian Bellu és Leana Sima edzették.
Mivel nemzetközi versenyeken országonként három tornász indulhatott egyéni összetettben, és Hădăreannak a válogatottban olyan kitűnő csapattársai voltak, mint Lavinia Miloșovici, Cristina Bontaș és Gina Gogean, nem gyakran volt esélye egyéni összetettben versenyezni. Kedvenc szere a talaj volt.
Példaképei Nadia Comăneci, Szabó Katalin és Aurelia Dobre voltak.

### Juniorként
Első nemzetközi szereplésén, 1991-ben az athéni Junior Európa-bajnokságon két aranyérmet szerzett: egyet egyéni összetettben, egyet pedig felemás korláton.

### Felnőttként

#### Országos eredmények
1993-ban a Román Országos Bajnokságon negyedik helyezett volt.

#### Nemzetközi eredmények
A japán Chunichi Kupán egyéni összetettben 1990-ben tizennegyedik helyezett volt. Ugyanazon évben a Tokió Kupán gerendán volt első.
Az Arthur Gander Memorialon egyéni összetettben 1991-ben harmadik, 1993-ban hetedik helyezést ért el.
1991-ben az Olaszország-Románia kétoldalú találkozón harmadik, a Németország-Románián ötödik helyen végzett. 1992-ben a Németország-Románián harmadik helyezett volt.
Bronzérmes volt a Balkán-bajnokságon 1992-ben.
Románia Nemzetközi Bajnokságán 1992-ben gerendán nyert bajnoki címet.
Hatodik helyezést ért el az 1993-as McDonald's American Cupon.
Felnőtt Európa-bajnokságon egyszer vett részt, 1992-ben Nantes-ban, ahol egyéni összetettben bronzérmet sikerült szereznie.
Egyszer indult felnőtt világbajnokságon is, 1991-ben Indianapolisban, ahol bronzérmes lett a csapattal (Lavinia Miloșovici, Cristina Bontaș, Mirela Pașca, Maria Neculiță, Eugenia Popa).
Az 1992. évi nyári olimpiai játékokon Barcelonában a csapattal (Lavinia Miloșovici, Gina Gogean, Cristina Bontaș, Maria Neculiță, Mirela Pașca) ezüstérmet szerzett.

### Visszavonulása után
1994-ben vonult vissza. Ezt követően egyetemi tanulmányait megszakítva Kanadába költözött, ahol Hamiltonban Cristina Bontașsal együtt és Peterborough-ban volt tornaedző. Két év után az Egyesült Államokba telepedett át, ahol Houstonban, aztán Dél-Karolinában tevékenykedett edzőként. Romániába visszatérve, 2008-tól Mariana Bagiu volt kosárlabdázó fitnesztermében edzősködött.
2000 novemberétől ismét Hamiltonban volt edző 2001 közepéig, amikortól az Ottawában lévő Tumblers Gymnastics Centre-hez került tornaedzőként.
Emellett fitneszversenyeken is részt vett, Kanadát képviselve indult például a 2005 szeptemberében Las Vegas-ban megrendezett Ms. Fitness Worldön.
2000-ben szerepelt a Playboy romániai kiadásának szeptemberi számában.

## Díjak, kitüntetések
A Román Torna Szövetség 1990 és 1992 között három egymást követő évben beválasztotta az év tíz legjobb női sportolója közé.
1994-ben Kiváló Sportolói címmel tüntették ki.
2000-ben a Nemzeti Érdemérem III. osztályával tüntették ki.